# Буянов Микола Григорович

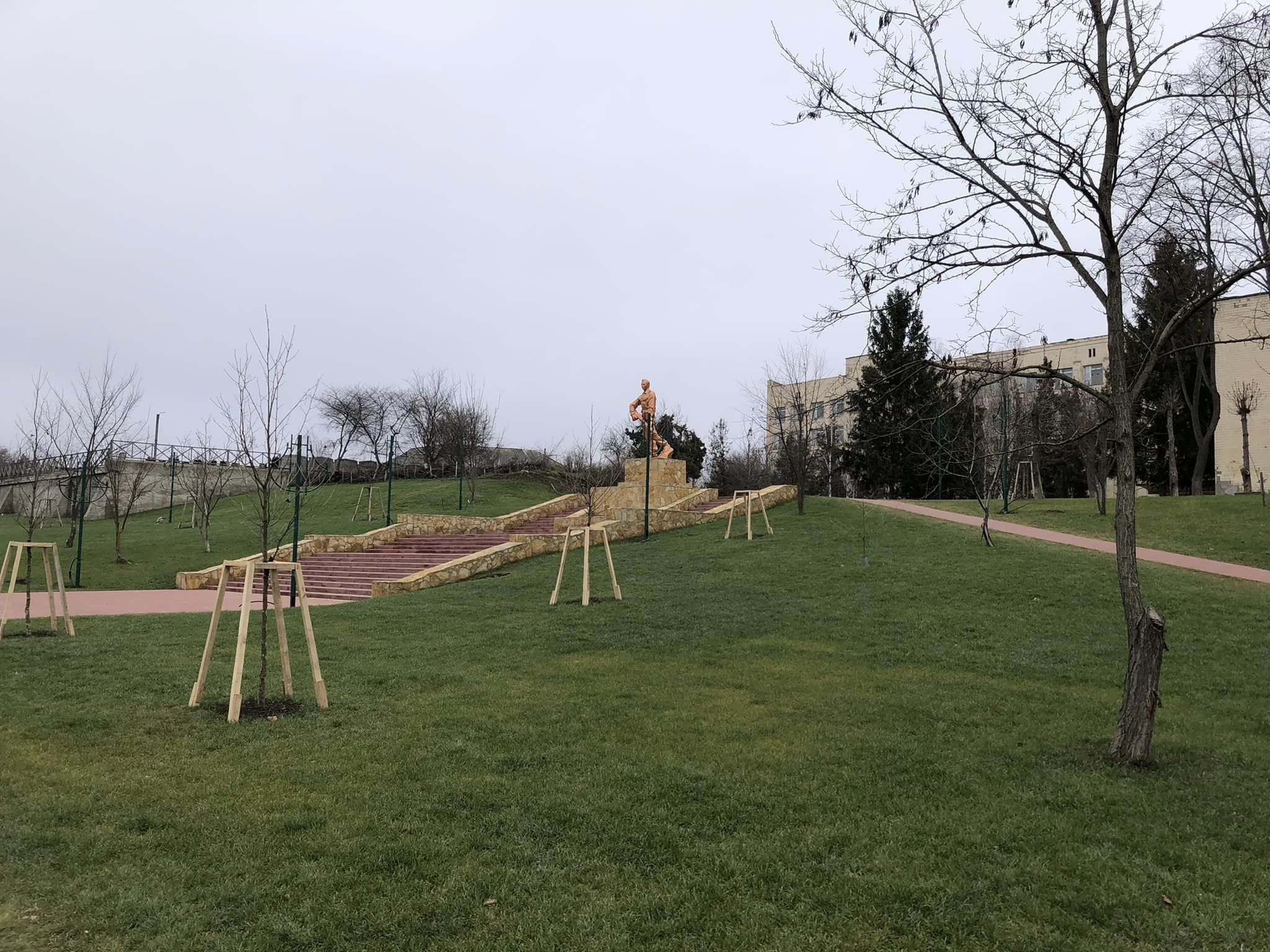
Пам'ятник Миколі Григоровичу Буянову в місті Могилів-Подільський

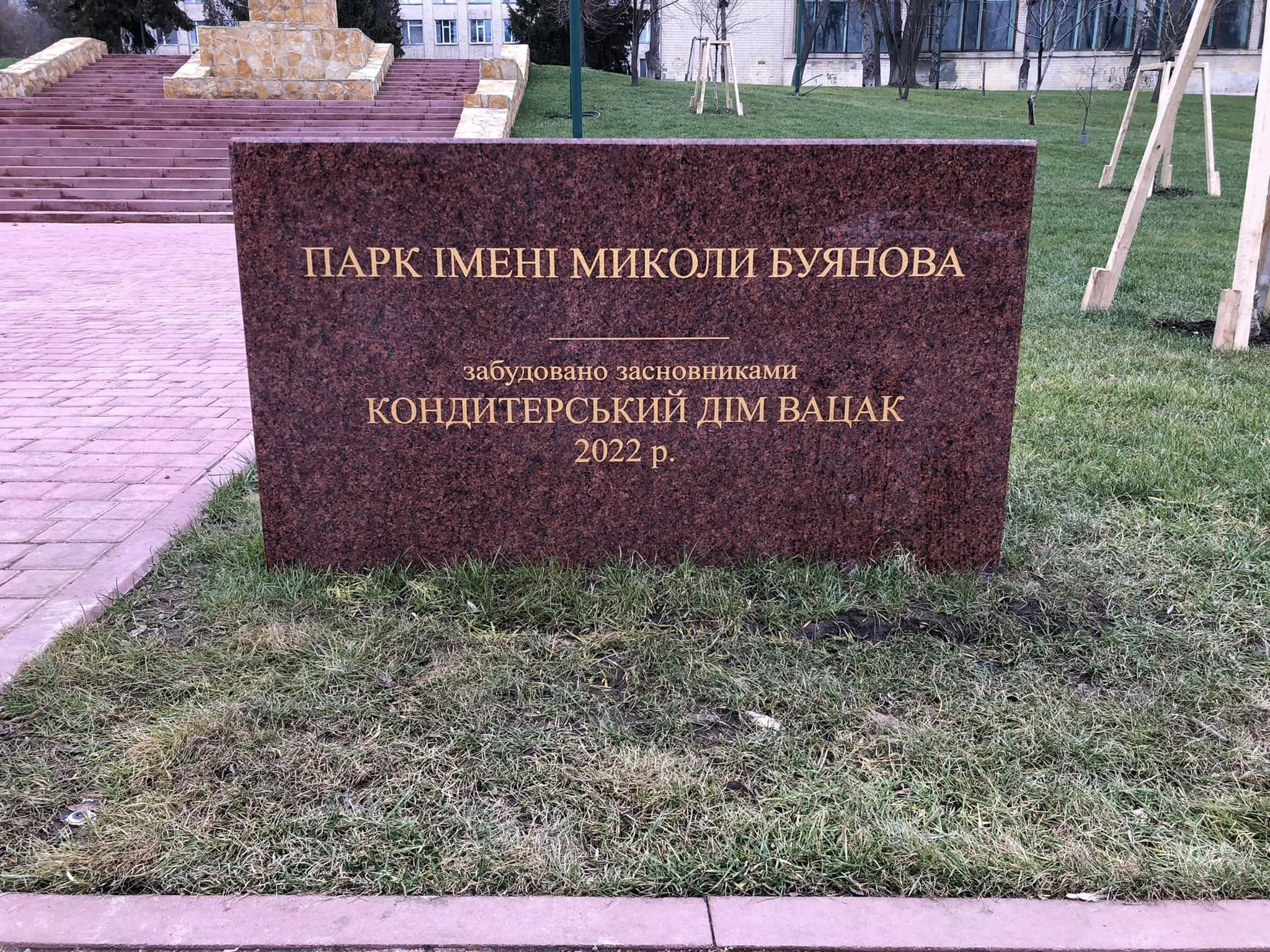
Пам'ятна дошка

Микола Григорович (Гурійович) Буянов (18 липня 1925 — 8 липня 1944) — учасник евакуації та партизанського руху в Україні, руху Опору в Італії в роки Другої світової війни, кавалер найвищої нагороди Італії за подвиг на полі бою — золотої медалі «За військову доблесть» (20 травня 1985, посмертно).

## Біографія
Народився 18 липня 1925 року в Могилів-Подільському в багатодітній родині. Мати — Тетяна Філатівна. Перший чоловік Тетяни Філатівни загинув під Перемишлем під час Першої світової війни в 1914 році, залишивши її вдовою з двома дітьми. На початку 1920-х вона вдруге вийшла заміж за петербуржця Григорія Буянова, який переїхав в Могилів-Подільський. У сім'ї народилося ще двоє синів, молодший — Микола. Через кілька років хвороба забрала і другого чоловіка.
Навчався у 2-й середній школі, відвідував гуртки Тсоавіахіму. За словами колишніх вчителів, Микола відрізнявся сумлінністю і надійністю в тих справах, за які брався. Його рисами характеру були справедливість і сміливість.
З початком Великої Вітчизняної війни 16-річний Микола зголосився вести «півторатонку» з біженцями, відправленими на схід. Потім на початку осені повернувся в Могилів-Подільський, який був окупований румунськими військами. Учасник підпільної групи, що складається з школярів. За словами колишнього підпільника Аркадія Полігова, хлопці сховали в підвалі одного з будинків радіоприймач, по якому брали передачі Радінформбюро, а потім власноруч писали листівки і вивішували їх на вулицях. Також сім'я Тетяни Філатівни допомагала євреям, яких переслідувала окупаційна влада.
У вересні 1943 року був заарештований і відправлений в Німеччину в якості остарбайтера. Разом з 10-ма своїми співвітчизниками Миколу відправили до Італію, на будівельні роботи на залізничній станції в Сан-Джованні-Вальдарно в провінції Ареццо (залізниця між Флоренцією і Римом). За півроку свого перебування в Італії намагався втекти чотири рази, і тільки п'ята спроба вдалася.
В кінці квітня 1944 Миколі Буянову вдалося зав'язати контакти з учасниками італійського Опору та з їх допомогою втекти з полону. 14 червня він був доставлений в партизанський загін «Кіатті» (італ. Chiatti входив в бригаду «Сінігалья»), який діяв в гірських районах, і після ряду перевірок включений до складу 5-ї роти партизанської бригади.
На початку липня 1944 німці та «чорносорочечники» почали масштабну каральну акцію проти партизан і мирного населення. Під Ареццо були перекинуті великі каральні частини, в тому числі альпійські стрілки. За кілька днів було розстріляно близько 200 чоловік, і мирне населення почало масово йти в гори.
8 липня 1944 року біля села Кастельнуово де Саббіоні  поблизу міста Каврилья загін «Кіатті» проводив евакуацію цивільного населення, але їх вистежили та оточили. Кулеметник Микола Буянов визвався один прикривати відхід загону і загинув, після того як у його кулемета закінчилися патрони.
На наступний день його тіло було знайдено і поховано з почестями на цвинтарі в Сан-Джованні-Вальдарно.

## Пам'ять

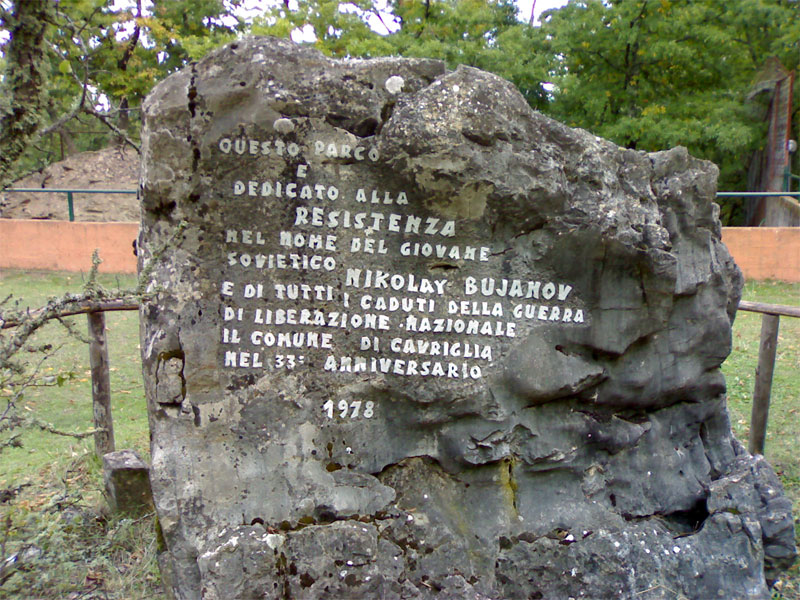
Обеліск в парку імені Миколи Буянова. Каврилья, Італія.

В Італії подвиг М. Г. Буянова вважається прикладом «блискучого і справжнього героїзму», «стійкої та рішучої волі до вищої самопожертви» . За словами Умберто Міні, бойового товариша Миколи, «своїм життям, як і багатьом іншим мешканцям нашого краю, я зобов'язаний Ніколо Буянову.» У 1978 році адміністрація міста Каврилья відкрила парк «Присвячений Італійському Руху Опору імені юного радянського партизана Миколи Буянова та інших загиблих у війні за національну свободу». На місці загибелі Миколи встановлено обеліск, на якому викарбувані слова: "Свобода не знає кордонів. Ми будемо пильні, щоб твоя смерть не була марною." Італійські кінематографісти зняли про Миколу документальний фільм «Моя битва за Україну». 20 травня 1985 року М. Г. Буянов посмертно нагороджений Золотою медаллю «За військову доблесть», ставши тим самим національним героєм Італії .
Більше 40 років італійка Нікла Берті ді Бона зберігала особисті речі Миколи — губну гармошку, листівки з видами Апеннін, особисту фотокартку і чорну стрічку з похоронного вінка, і в середині 1980-х передала їх до Асоціації партизан Італії. Нікла познайомилась з Миколою навесні 1944 року та допомагала йому під час втечі зі станції.
У 1990-х роках, завдяки земляку-герою, українське місто Могилів-Подільський налагодив побратимські зв'язки з італійським містом Каврилья. У Могилів-Подільському встановлено пам'ятник Миколі Буянову, його ім'ям названа вулиця і школа, в якій він навчався. В школі є музей. Кращі школярі отримують Буяновську стипендію, впроваджену місцевою владою. В одному з класів є іменна парта з табличкою — тут мають право сидіти найдостойніші учні.

## Нагороди
- Золота медаль «За військову доблесть» (20 травня 1985, посмертно)

## Документальні фільми
- Моя битва за Україну. Італія.